# Ștefan Stîngu
Ștefan Stîngu (ur. 19 maja 1941 w Jupalnic, zm. w 2009) – rumuński zapaśnik walczący w obu stylach. Trzykrotny olimpijczyk. Czwarty w Meksyku 1968; szósty w Tokio 1964 i odpadł w eliminacjach Monachium 1972, w stylu wolnym. Odpadł w eliminacjach w Tokio 1964, w stylu klasycznym. Walczył w kategorii plus 97 – plus 100 kg.
Piąty na mistrzostwach świata w 1971. Brązowy medalista mistrzostw Europy w 1972 roku.